# Эта Южного Треугольника
Эта Южного Треугольника (η TrA, η Trianguli Australis)  — звезда в созвездии Южного Треугольника.  Иногда к названию приписывают индекс: η¹ Trianguli Australis, однако это единственная звезда под этим обозначением Байера. Видимая звёздная величина +5.89 (видна невооружённым глазом).